# Edna O’Brien

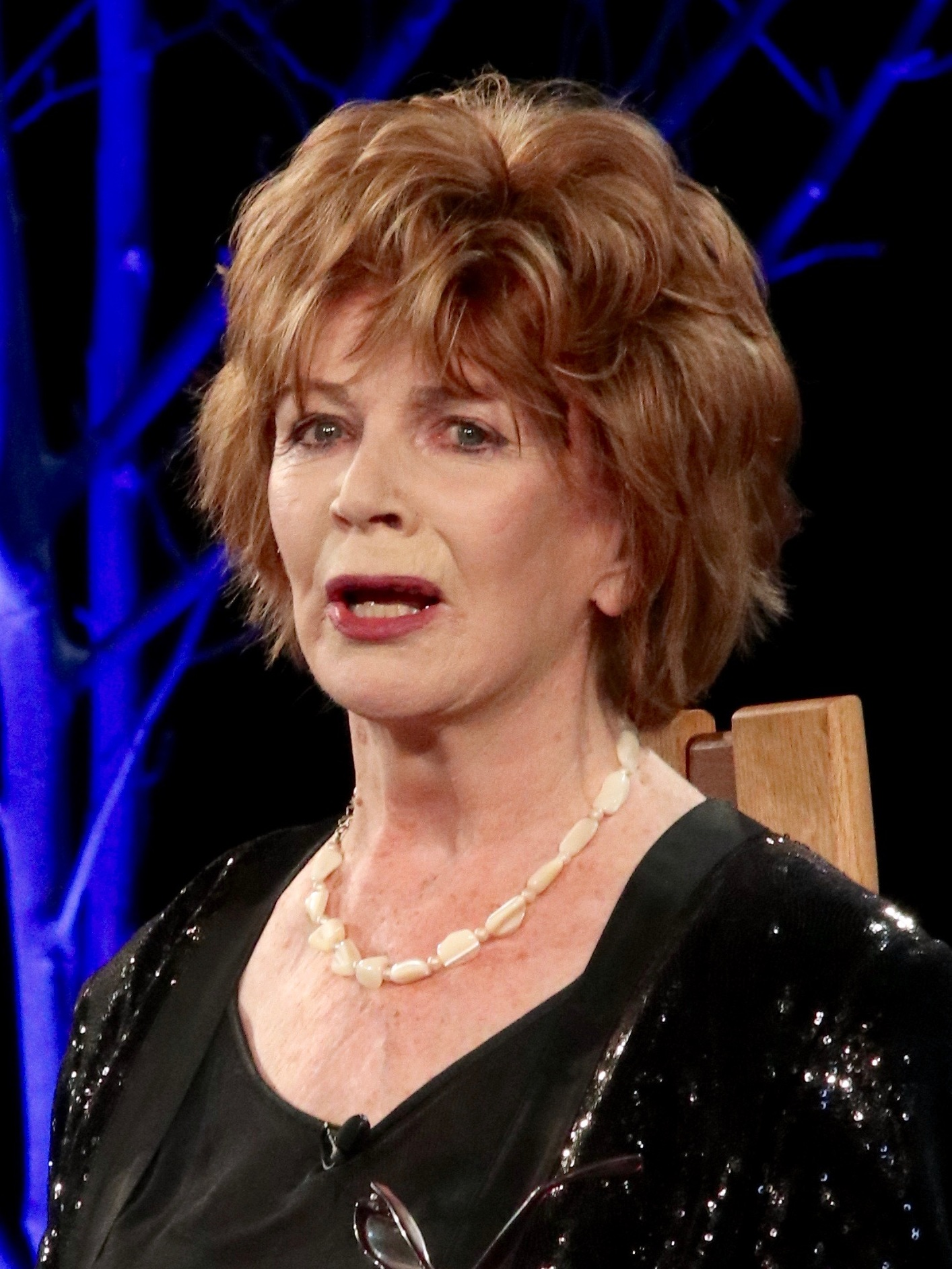
Edna O’Brien (2016)

Dame Josephine Edna O’Brien DBE (* 15. Dezember 1930 in Tuamgraney im County Clare; † 27. Juli 2024 in London) war eine irische Schriftstellerin.

## Leben
Edna O’Brien wurde von ihren Eltern Michael und Lena O’Brien streng katholisch erzogen. Sie besuchte in Scarriff die National School, in Loughrea den Convent of Mercy und in Dublin das Pharmaceutical College. Nach dem Abschluss arbeitete sie jedoch nur kurz als Apothekerin. 1951 heiratete sie Ernest Gébler, einen tschechisch-irischen Schriftsteller, mit dem sie 1959 nach London übersiedelte. Die 1967 geschiedene Ehe brachte zwei Kinder hervor, darunter den Schriftsteller Carlo Gébler.
Im Jahr 1960 veröffentlichte O’Brien ihren Debütroman und begann damit ihre Karriere als Schriftstellerin. Als Drehbuchautorin wirkte sie zudem von den 1960ern bis in die 1980er Jahre an einer Reihe von Verfilmungen ihrer eigenen Bücher für Film und Fernsehen mit. Insgesamt schuf sie mehr als 40 Romane, Drehbücher und Theaterstücke.
Edna O’Brien starb nach langer Krankheit im Juli 2024 im Alter von 93 Jahren in London und wurde u. a. vom irischen Präsidenten Michael D. Higgins umfassend gewürdigt. Ihre Beisetzung erfolgte auf Holy Island, einer unbewohnten Insel im irischen Lough Derg.

## Rezeption
O’Brien gilt als frühe Feministin und rief mit ihren Werken heftige Kontroversen hervor. Ihr erster Roman war The Country Girls, 1960 (deutsch: Die Fünfzehnjährigen, 1961). In diesem Buch und in den zwei Fortsetzungen, The Lonely Girl (1962) und Girls in Their Married Bliss (1964), übte sie Kritik an den frauenunterdrückenden Strukturen in ihrer Familie, aber auch in Irland insgesamt. Frauen durften im Irland der Nachkriegszeit negative Gefühle über Misshandlung oder familiäres Unglück nicht äußern. Sie mussten stattdessen den Laden am Laufen halten, während die Männer sich hilflos betranken. Bei alledem hatten Frauen zu schweigen.
O’Briens Bücher, die sie erst in England schrieb, wurden von den jungen Frauen in England begeistert aufgenommen. In Irland stießen sie auf vehemente Kritik der überwiegend männlichen Obrigkeit. Auslöser für die Kritik war in erster Linie die in den Büchern beschriebene erotische Freizügigkeit. Die Mutter wurde wegen der Bücher ihrer Tochter angegriffen. Der Erzbischof und Minister der Regierung verdammten die Bücher. Sie wurden sogar öffentlich verbrannt und in Irland verboten.
Die nordirische Schriftstellerin Eimear McBride gab an, von ihren Werken beeinflusst worden zu sein.

## Auszeichnungen und Mitgliedschaften
O’Brien bzw. ihre Werke erhielten zahlreiche Auszeichnungen, darunter 2012 einen Irish Book Award für ihre Autobiografie Country Girl. 2018 erhielt sie den mit 50.000 US-$ dotierten PEN/Nabokov Award für ihr Lebenswerk sowie 2019 den mit 40.000 £ dotierten David Cohen Prize, ebenfalls für ihr Lebenswerk. 2020 wurde ihr Roman Girl mit dem Kerry Group Irish Novel of the Year Award ausgezeichnet.
Im April 2018 wurde O’Brien zur Dame Commander des Order of the British Empire ehrenhalber ernannt.
O’Brien war Mitglied der irischen Künstlervereinigung Aosdána und wurde dort als Saoi ausgezeichnet. Ab 1987 war sie zudem Ehrenmitglied der American Academy of Arts and Letters. Ab 2011 kam sie zur Royal Society of Literature und ab 2020 erhielt sie als eine von zwölf Personen, die höchste Auszeichnung der Royal Society of Literature, den Titel „Companion of Literature“,.

## Werke

### Romane
- 1960: The Country Girls

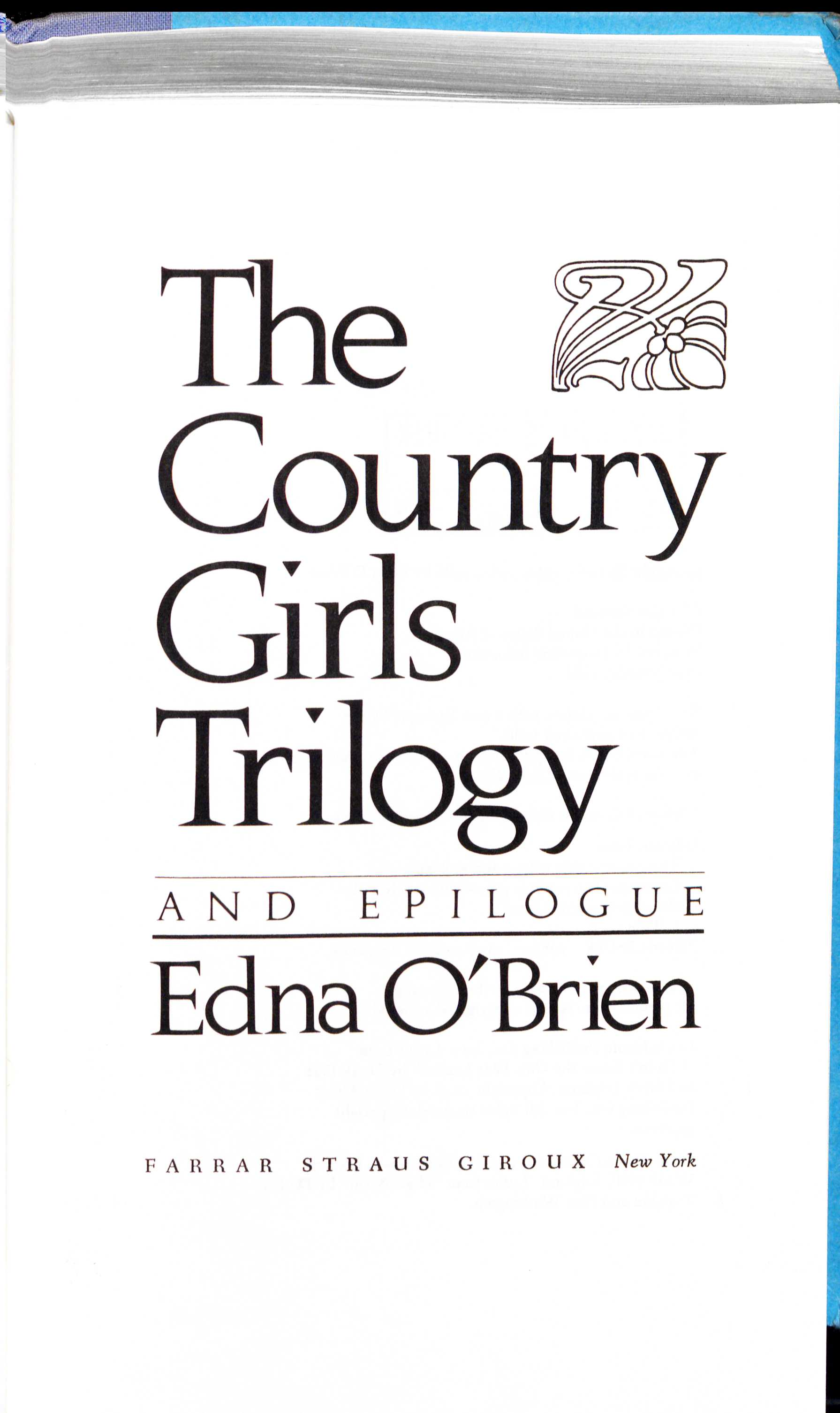
The Country Girls Trilogy and Epilogue (1986)

  - Die Fünfzehnjährigen, dt. von Jeanie Ebner; Rütten & Loening, Hamburg 1961; NA 2018 unter demselben Titel, dt. von Stefanie Jacobs; Atlantik, Hamburg 2018, ISBN 978-3-455-00450-2
- 1962: The Lonely Girl (auch unter dem Titel Girl with Green Eyes veröffentlicht)
  - Das Mädchen mit den grünen Augen, dt. von Margaret Carroux; Diogenes, Zürich 1972, ISBN 3-257-01487-2
- 1964: Girls in Their Married Bliss
  - Mädchen im Eheglück, dt. v. Margaret Carroux, Rowohlt, Reinbek bei Hamburg 1969, ISBN 3-499-11520-4
- 1965: August Is a Wicked Month
  - Der lasterhafte Monat, dt. von Inge Wiskott; Rowohlt, Reinbek bei Hamburg 1967.
- 1966: Casualties of Peace
  - Plötzlich im schönsten Frieden, dt. von Margaret Carroux; Diogenes, Zürich 1974, ISBN 3-257-01516-X
- 1970: A Pagan Place
- 1971: Zee & Co.
  - X, Y & Zee oder Deine Freundin ist bezaubernd, dt. von Elisabeth Schnack; Diogenes, Zürich 1972, ISBN 3-257-01492-9
- 1972: Night
  - In langen Nächten, dt. von Momo Edel; Rotbuch, Hamburg 1998, ISBN 3-88022-685-7
- 1977: Johnny I Hardly Knew You
  - Ich kannte ihn kaum, dt. von Margaret Carroux; Goverts, Frankfurt am Main 1978, ISBN 3-7740-0486-2
  - auch als: Johnny, ich kannte dich kaum, gleiche Übersetzung; Fischer, Frankfurt am Main 1980, ISBN 3-596-22473-X
- 1988: The High Road
- 1992: Time and Tide
  - Zeit und Gezeiten, dt. von Irmela Erckenbrecht; Hoffmann und Campe, Hamburg 1994, ISBN 3-455-05721-7
- 1994: House of Splendid Isolation
  - Das einsame Haus, dt. von Irmela Erckenbrecht; Hoffmann und Campe, Hamburg 1996, ISBN 3-455-05722-5
- 1996: Down by the River
  - Am Fluß, dt. von Kathrin Razum; Hoffmann und Campe, Hamburg 1996, ISBN 3-455-05724-1
- 1999: Wild Decembers
  - Das rauhe Land, dt. von Kathrin Razum; Hoffmann und Campe, Hamburg 2001, ISBN 3-455-05726-8
- 2002: In the Forest
  - Im Wald, dt. von Kathrin Razum; Hoffmann und Campe, Hamburg 2003, ISBN 3-455-05727-6
- 2006: The Light of Evening
- 2015: The Little Red Chairs
  - Die kleinen roten Stühle, dt. von Kathrin Razum und Nikolaus Stingl, Steidl, Göttingen 2017, ISBN 978-3-95829-369-4
- 2019: Girl
  - Das Mädchen, Hoffmann und Campe Verlag, Hamburg 2020, ISBN 978-3-455-00826-5

### Erzählungen
- 1968: The Love Object and Other Stories
  - Das Liebesobjekt, dt. von Elisabeth Schnack; Diogenes, Zürich 1972, ISBN 3-257-01499-6
- 1974: A Scandalous Woman and Other Stories
- 1978: Mrs Reinhardt and Other Stories
  - Mistress Reinhardt träumt von Numero zehn, dt. von Hannelore Neves; Ehrenwirth, München 1979, ISBN 3-431-02184-0
- 1979: Some Irish Loving
- 1982: Returning
- 1985: A Fanatic Heart
  - Das Haus meiner Träume, dt. von Margaret Carroux und Melanie Walz; Piper, München, Zürich 1987, ISBN 3-492-03058-0
- 1990: Lantern Slides
- 2011: Saints and Sinners
- 2013: The Love Object: Selected Stories

### Theaterstücke
- 1962: A Cheap Bunch of Nice Flowers
- 1972: A Pagan Place
- 1974: The Gathering
- 1980: Virginia
- 1987: Madame Bovary (Adaption)
- 1999: Our Father
- 2003: Iphigenia (Adaption)
- 2008: Triptych
- 2009: Haunted
  - Heimgesucht, dt. von Maria Harpner und Anatol Preissler; Vertriebsstelle und Verl. Dt. Bühnenschriftsteller und Bühnenkomponisten, Norderstedt 2010.
- 2022: Joyce’s Women[14]

### Sachbücher
- 1976: Mother Ireland
  - Mein Irland, dt. von Momo Schlender; Schlender, Göttingen 1985, ISBN 3-88051-082-2
- 1999: James Joyce (Biographie)
  - James Joyce, dt. Holger Fließbach und Christoph Nettersheim; Claassen, München 2004, ISBN 3-546-00224-5
- 2009: Byron in Love (Biographie)
- 2012: Country Girl (Autobiographie)

### Lyrik
- 1989: On the Bone

### Drehbücher
- 1963: The Wedding Dress (Episode der Fernsehserie ITV Television Playhouse / UK; Regie: John McGrath)
- 1964: Three-Piece Suit (Episode der Fernsehserie Love Story; UK)
- 1964: The Wooing of Miss Watson (Episode der Fernsehserie Love Story; UK)
- 1964: Give My Love to the Pilchards (Episode der Fernsehserie Love Story / UK; Regie: John Nelson-Burton)
- 1965: The Keys of the Café (Episode der Fernsehserie Armchair Theatre / UK; Regie: Patrick Dromgoole)
- 1965: A Cheap Bunch of Nice Flowers (Episode der Fernsehserie Festival / UK; Regie: George Bloomfield)
- 1966: I Was Happy Here (Film / UK; Regie: Desmond Davis / dt. „Hier war ich glücklich“)
- 1967: Which of These Two Ladies Is He Married To? (Episode der Fernsehserie Half Hour Story / UK; Regie: Alan Clarke)
- 1969: Nothing’s Ever Over (Episode der Fernsehserie Half Hour Story / UK; Regie: Alan Clarke)
- 1969: Three Into Two Won’t Go (Film / UK; Regie: Peter Hall / dt. 2 durch 3 geht nicht)
- 1972: X, Y und Zee (Zee and Co)
- 1972: Sie hätten im Sommer kommen sollen (Fernsehfilm / D; Regie: Hans Bachmüller)
- 1973: Over (Episode der Fernsehserie Then and Now / UK; Regie: Robert Knights)
- 1981: Mrs Reinhardt (Fernsehfilm / UK; Regie: Piers Haggard)
- 1982: Julia (Teil des Episodenfilms Love / UK; Regie: Mai Zetterling)
- 1984: The Country Girls (Fernsehfilm / UK; Regie: Desmond Davis)
- 2009: Wild Decembers (Fernsehfilm / UK; Regie: Anthony Byrne)

## Verfilmungen
- 1964: Girl With Green Eyes (Film / UK; Regie: Desmond Davis / dt. Die erste Nacht)
- 1981: Mrs Reinhardt (Fernsehfilm / UK; Regie: Piers Haggard)
- 1984: The Country Girls (Fernsehfilm / UK; Regie: Desmond Davis)
- 2009: Wild Decembers (Fernsehfilm / UK; Regie: Anthony Byrne)

## Belege
1. 1 2 3 4  Nachrufe. In: Der Spiegel. Nr. 32, 3. August 2024, ISSN 0038-7452, S. 117.
2. ↑  Evelyn O’Rourke: Acclaimed Irish writer Edna O'Brien dies aged 93, rte.ie, veröffentlicht und abgerufen am 28. Juli 2024.
3. ↑  John Cooke: Edna O'Brien to be buried on Holy Island in Co Clare, rte.ie, veröffentlicht und abgerufen am 29. Juli 2024.
4. ↑  Tuamgraney Novelist Edna O’Brien Is Buried In Holy Island., abgerufen am 14. August 2024.
5. ↑  Peter Lewis, Rezension von Country Girl in Daily Mail vom 12. Oktober 2012. Paying the price for passion Abruf am 4. April 2020.
6. ↑  Die Welt, 9. April 2020. „Wörter sind zugleich meine Peiniger und meine besten Freunde.“ Edna O’Brien war in ihrer Heimat Irland lange verpönt. Ein Gespräch über die Grausamkeiten des Lebens, die Untiefen des Schreibens und ihren Freund Philip Roth.
7. ↑  In praise of Edna O’Brien, by Eimear McBride, The Irish Times vom 7. März 2015
8. ↑  Alison Flood: Irish novelist Edna O’Brien wins PEN/Nabokov lifetime award, The Guardian, 7. Februar 2018, abgerufen am 9. Februar 2018
9. ↑  David Cohen Prize: 2019 Edna O’Brien, abgerufen am 30. Juli 2024
10. ↑  Arise Dame Edna: Irish author Edna O’Brien is made a DBE, The Irish Times, erschienen und abgerufen am 10. April 2018
11. ↑  Honorary Members: Edna O’Brien. American Academy of Arts and Letters, abgerufen am 18. März 2019.
12. ↑  Edna O’Brien. Abgerufen am 27. Oktober 2021 (britisches Englisch).
13. ↑  Companions of Literature. Abgerufen am 27. Oktober 2021 (britisches Englisch).
14. ↑  Sinéad Crowley: New Edna O'Brien play opens tonight in Dublin, rte.ie, veröffentlicht und abgerufen am 22. September 2022.

| Personendaten    | Personendaten            |
| ---------------- | ------------------------ |
| NAME             | O’Brien, Edna            |
| ALTERNATIVNAMEN  | O’Brien, Josephine Edna  |
| KURZBESCHREIBUNG | irische Schriftstellerin |
| GEBURTSDATUM     | 15. Dezember 1930        |
| GEBURTSORT       | Tuamgraney, County Clare |
| STERBEDATUM      | 27. Juli 2024            |
| STERBEORT        | London                   |